# Satellite Award/Neue Medien/Bestes Action/Adventure-Spiel
Mit dem Satellite Award Bestes Action/Adventure-Spiel werden die besten Action- und/oder Adventure-Spiele ausgezeichnet. Diese Auszeichnung wird seit 2004 verliehen.
Es werden immer jeweils die Action/Adventure-Spiele des Vorjahres ausgezeichnet.

## Nominierungen und Gewinner

### Bestes Action/Adventure-Spiel

#### 2004–2009
| Jahr                      | Kandidaten                               | Spieleentwickler                                    | Publisher                         |
| ------------------------- | ---------------------------------------- | --------------------------------------------------- | --------------------------------- |
| 2004 (Gewinner unbekannt) | Grand Theft Auto: San Andreas            | Rockstar North                                      | Rockstar Games                    |
| 2004 (Gewinner unbekannt) | Call of Duty: Finest Hour                | Spark Unlimited, Exakt Entertainment                | Activision, Capcom                |
| 2004 (Gewinner unbekannt) | Halo 2                                   | Bungie                                              | Microsoft Game Studios            |
| 2004 (Gewinner unbekannt) | Mortal Kombat: Deception                 | Midway Games                                        | Midway Games                      |
| 2004 (Gewinner unbekannt) | Metroid Prime 2: Echoes                  | Retro Studios, Nintendo                             | Nintendo                          |
| 2004 (Gewinner unbekannt) | Doom 3                                   | id Software                                         | Activision                        |
| 2005                      | Mortal Kombat: Shaolin Monks             | Midway Games                                        | Midway Games                      |
| 2005                      | Area 51                                  | Midway Austin                                       | Midway Games                      |
| 2005                      | Battlefield 2: Modern Combat             | EA DICE                                             | Electronic Arts                   |
| 2005                      | Call of Duty 2                           | Infinity Ward                                       | Activision, Konami                |
| 2005                      | Death by Degrees                         | Namco                                               | Namco Bandai Games                |
| 2005                      | Oddworld: Stranger’s Wrath               | Oddworld Inhabitants, Just Add Water                | Electronic Arts                   |
| 2005                      | Psychonauts                              | Double Fine Productions                             | Majesco Entertainment             |
| 2005                      | Tak: The Great Juju Challenge            | Avalanche Software, Altron, WayForward Technologies | THQ                               |
| 2006                      | New Super Mario Bros.                    | Nintendo                                            | Nintendo                          |
| 2006                      | F.E.A.R.                                 | Monolith Productions                                | Sierra Entertainment              |
| 2006                      | Ghost Recon Advanced Warfighter          | Ubisoft, Red Storm Entertainment, Darkworks, Grin   | Ubisoft                           |
| 2006                      | Metroid Prime Hunters                    | Nintendo                                            | Nintendo                          |
| 2006                      | Ōkami                                    | Clover Studio                                       | Capcom                            |
| 2007                      | God of War II                            | SCE Santa Monica                                    | Sony Computer Entertainment (SCE) |
| 2007                      | BioShock                                 | 2K Boston, 2K Australia                             | 2K Games, Feral Interactive       |
| 2007                      | Gears of War                             | Epic Games, People Can Fly                          | Microsoft Studios                 |
| 2007                      | Metal Gear Solid: Portable Ops           | Kojima Productions                                  | Konami                            |
| 2007                      | The Legend of Zelda: Twilight Princess   | Nintendo                                            | Nintendo                          |
| 2008                      | Metal Gear Solid 4: Guns of the Patriots | Kojima Productions                                  | Konami                            |
| 2008                      | Dead Space                               | IronMonkey Studios                                  | Electronic Arts                   |
| 2008                      | LittleBigPlanet                          | Media Molecule                                      | Sony Computer Entertainment       |
| 2008                      | Super Mario Galaxy                       | Nintendo                                            | Nintendo                          |
| 2008                      | Super Smash Bros. Brawl                  | Nintendo                                            | Nintendo                          |
| 2009                      | keine Auszeichnung                       |                                                     |                                   |

#### Seit 2010
| Jahr | Kandidaten                              | Spieleentwickler             | Publisher                                              |
| ---- | --------------------------------------- | ---------------------------- | ------------------------------------------------------ |
| 2010 | keine Auszeichnung                      |                              |                                                        |
| 2011 | Batman: Arkham City                     | Rocksteady Studios           | Warner Bros. Interactive Entertainment                 |
| 2011 | The Legend of Zelda: Skyward Sword      | Nintendo                     | Nintendo                                               |
| 2011 | Limbo                                   | Playdead, Double Eleven      | Microsoft Studios, Playdead                            |
| 2011 | Portal 2                                | Valve Corporation            | Valve Corporation                                      |
| 2012 | Dishonored: Die Maske des Zorns         | Arkane Studios               | Bethesda                                               |
| 2012 | Assassin’s Creed III                    | Ubisoft                      | Ubisoft                                                |
| 2012 | Binary Domain                           | Yakuza Team, Devil’s Details | Sega                                                   |
| 2012 | Minecraft: Xbox 360 Edition             | Mojang                       | Mojang, Microsoft Studios, Sony Computer Entertainment |
| 2012 | The Walking Dead Episode 5              | Telltale Games               | Telltale Games, Square Enix                            |
| 2013 | Battlefield 4                           | EA DICE                      | Electronic Arts                                        |
| 2013 | Beyond: Two Souls                       | Quantic Dream                | Sony Computer Entertainment                            |
| 2013 | BioShock Infinite                       | Irrational Games             | 2K Games                                               |
| 2013 | Crysis 3                                | Crytek                       | Electronic Arts                                        |
| 2013 | Grand Theft Auto V                      | Rockstar North               | Rockstar Games                                         |
| 2014 | Forza Horizon 2                         | Playground Games             | Microsoft Studios                                      |
| 2014 | Assassin’s Creed Unity                  | Ubisoft                      | Ubisoft                                                |
| 2014 | Borderlands: The Pre-sequel             | Gearbox Software             | 2K Games                                               |
| 2014 | Dark Souls II                           | From Software                | Bandai Namco Entertainment                             |
| 2014 | Mario Kart 8                            | Nintendo                     | Nintendo                                               |
| 2014 | Titanfall                               | Respawn Entertainment        | Electronic Arts                                        |
| 2015 | Rise of the Tomb Raider                 | Crystal Dynamics             | Microsoft Studios, Square Enix                         |
| 2015 | Call of Duty: Black Ops III             | Treyarch                     | Activision                                             |
| 2015 | Fallout 4                               | Bethesda                     | Bethesda                                               |
| 2015 | Halo 5: Guardians                       | 343 Industries               | Microsoft Studios                                      |
| 2015 | The Room Three                          | Fireproof Games              | Fireproof Studios                                      |
| 2015 | Star Wars: Battlefront                  | EA DICE                      | Electronic Arts                                        |
| 2015 | The Witcher 3: Wild Hunt                | CD Projekt RED               | CD Projekt                                             |
| 2016 | Dark Souls III                          | From Software                | Bandai Namco Entertainment                             |
| 2016 | Battlefield 1                           | EA DICE                      | Electronic Arts                                        |
| 2016 | Dishonored 2: Das Vermächtnis der Maske | Arkane Studios               | Bethesda                                               |
| 2016 | Overwatch                               | Blizzard Entertainment       | Blizzard Entertainment                                 |
| 2016 | Titanfall 2                             | Respawn Entertainment        | Electronic Arts                                        |